# Sant Feliu de Llobregat
San Felíu de Llobregat (oficialmente en catalán: Sant Feliu de Llobregat) es una ciudad y municipio español de la provincia de Barcelona, en la comunidad autónoma de Cataluña. Es la capital de la comarca del Bajo Llobregat. Cuenta con 45 642 habitantes según cifras oficiales del INE de 2022. Además es cabeza de partido judicial.

## Geografía
Integrado en la comarca de Bajo Llobregat, de la que ejerce de capital, se sitúa a 15 kilómetros del centro de Barcelona. El término municipal está atravesado por la autovía del Nordeste (A-2) en el pK 604, además de por la autovía B-23, que une Barcelona con la autopista del Mediterráneo (AP-7) y por la carretera N-340, convertida en vía urbana al pasar por el centro urbano del municipio. 
El relieve del municipio Sant Feliu está definido por la margen izquierda del río Llobregat y las primeras elevaciones de la sierra de Collserola. Por el municipio discurren varias rieras que canalizan las aguas de las sierras cercanas hacia el río Llobregat. Las montañas más destacadas son Puig d'Olorda (424 metros), Turó Rodó (344 metros) y Penya del Moro (255 metros). La altitud oscila entre los 424 metros (Puig d'Olorda) y los 10 metros a orillas del río Llobregat. El centro urbano se alza a 22 metros sobre el nivel del mar. 
| Noroeste: Molins de Rey                                  | Norte: Molins de Rey, Barcelona (exclave) y San Cugat del Vallés | Noreste: Barcelona                           |
| Oeste: San Vicente dels Horts y Santa Coloma de Cervelló |                                                                  | Este: San Justo Desvern                      |
| Suroeste: Santa Coloma de Cervelló                       | Sur: Sant Joan Despí                                             | Sureste: San Justo Desvern y Sant Joan Despí |

## Historia
Restos del Paleolítico encontrados en la zona de Can Albareda y del Neolítico, cueva del Oro o de los Encantados, en la falda sur del pico de Olorda; certifican la presencia humana en la zona en la prehistoria. También se han encontrado restos iberos y romanos en diferentes puntos como Les Grases o la plaza de la Vila.
En tiempos de los romanos y durante una parte de la Edad Media la ciudad recibió los nombres de Ticiano, Tiano y Micano. El topónimo San Feliú no aparece de forma escrita, Sancti Felicis, hasta 1002 en un documento perteneciente al monasterio de San Cugat del Vallés. El origen de esta denominación era una ermita dedicada a este santo.
En 1524 se fundó la iglesia parroquial de San Lorenzo, que quedó destruida durante la Guerra civil y que se reconstruyó en el mismo sitio con posterioridad. El campanario se comenzó a construir en 1892 y se acabó en 1933. Fue usado torre de vigilancia durante la Guerra Civil y es el único elemento de la iglesia antigua que aún se conserva. En 1996 se fundó la Cuadrilla de Campaneros que tocan las campanas y mantienen el campanario. Hasta entonces San Feliú dependía de las parroquias de San Justo Desvern y San Juan Despí. Unos años más tarde, se realizó en esta población el juicio por brujería a una mujer de origen occitano, de nombre Blanca Bardiera, que terminó con su libertad sin cargos.
Durante el siglo XVII, Jaime Falguera construyó un palacio en la ciudad, con extensos jardines que se extendían hasta el Llobregat. La propiedad hasta hace pocos años pertenecía a la familia del Marqués de Castellbell, familia noble descendiente de Jaime Falguera que utilizó el palacio hasta bien entrado el siglo XX. Actualmente el palacio y lo que queda de sus jardines son de titularidad municipal. Como curiosidad mencionar que en las caballerizas aún se conserva la carroza de la familia Castellbell que fue inmortalizada en un fragmento de la obra La Rambla de las Floristas de Josep Maria de Sagarra.
En 1855 se inauguró la estación de tren de San Feliú que correspondía a la línea que unía Barcelona con Villafranca. Otro edificio emblemático, el mercado municipal, se construyó en 1885. San Feliú es la capital de la comarca del Bajo Llobregat desde 1936. El crecimiento y la acumulación progresiva de servicios propició que el rey Alfonso XIII concediera el título de ciudad a San Feliú en 1929.
Durante la guerra civil española los topónimos con referentes religiosos quedaron suprimidos. En el caso de San Feliu, la población pasó a llamarse Rosas del Llobregat por la gran tradición del cultivo de esta flor.
Desde principios del siglo XX se instalaron en la ciudad numerosos talleres, primero textiles y luego metalúrgicos. Con la llegada de la producción eléctrica se abandonaron los vapores y se inició la industrialización de la villa y de toda la comarca.
En 1948 se fundó Radio San Feliú con el nombre de Radio Juventud de San Feliú que, a pesar de estar bajo la tutela de las Juventudes del Movimiento (falangistas) gozó de una cierta independencia.
Cabe destacar también, que la ciudad fue la sede del entrenamiento de voleibol durante los Juegos Olímpicos de Barcelona en 1992.
En 2004, una bula del papa Juan Pablo II designa a la archidiócesis de Barcelona como provincia eclesiástica y sede metropolitana, y desgaja de ella dos nuevas diócesis, convirtiendo a San Feliu de Llobregat en sede episcopal, otorgándole un obispo y elevando a la parroquia de San Lorenzo a la categoría de iglesia catedral.

## Demografía
San Felíu de Llobregat cuenta con una población de 46 554 habitantes (INE 2024).

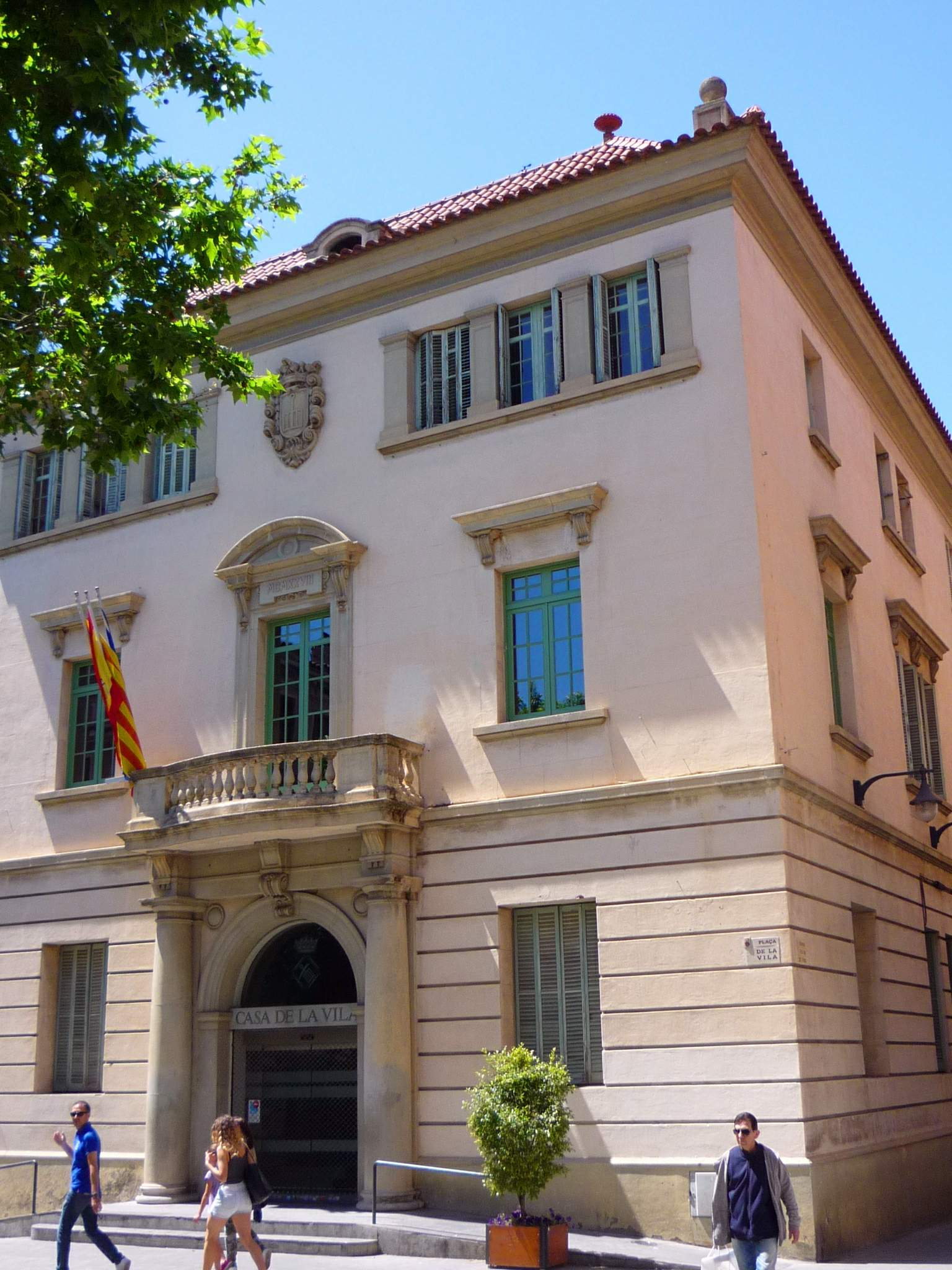
Ayuntamiento de San Felíu

| Gráfica de evolución demográfica de San Felíu de Llobregat entre 1842 y 2021 |
| |
| Población de derecho según los censos de población del INE. Población de hecho según los censos de población del INE.En estos censos se denominaba San Feliú de Llobregat: 1842, 1857, 1860, 1910, 1920, 1930, 1940, 1950, 1960, 1970 y 1981. En estos censos se denominaba San Felío de Llobregat: 1877, 1887, 1897 y 1900. Entre el censo de 1920 y el anterior, crece el término del municipio porque recibe a una parte de Santa Cruz de Olorde. |

## Administración y política

### Gobierno municipal
| Periodo   | Nombre                        | Partido | Partido                                        |
| --------- | ----------------------------- | ------- | ---------------------------------------------- |
| 1979-1987 | Francesc Baltasar Albesa      |         | Partit Socialista Unificat de Catalunya (PSUC) |
| 1987-2000 | Francesc Baltasar Albesa      |         | Iniciativa per Catalunya Verds (ICV)           |
| 2000-2003 | Ángel Merino Benito           |         | Iniciativa per Catalunya Verds (ICV)           |
| 2003-2010 | Juan Antonio Vázquez Cortado  |         | Partit dels Socialistes de Catalunya (PSC)     |
| 2010-2011 | Lourdes Borrel Moreno         |         | Partit dels Socialistes de Catalunya (PSC)     |
| 2011-2019 | Jordi San José i Buenaventura |         | Iniciativa per Catalunya Verds (ICV)           |
| 2019-2022 | Lídia Muñoz Cáceres           |         | En Comú Podem (ECP)                            |
| 2022-2023 | Oriol Bossa                   |         | Esquerra Republicana de Catalunya (ERC)        |
| 2023-act. | Lourdes Borrell Moreno        |         | Partit dels Socialistes de Catalunya (PSC)     |

| Partido político                                         | 2023  | 2023  | 2023       | 2019  | 2019  | 2019       | 2015  | 2015  | 2015       | 2011  | 2011  | 2011       | 2007  | 2007  | 2007       |
| Partido político                                         | %     | Votos | Concejales | %     | Votos | Concejales | %     | Votos | Concejales | %     | Votos | Concejales | %     | Votos | Concejales |
| Partit dels Socialistes de Catalunya (PSC)               | 33,33 | 6449  | 8          | 23,69 | 5307  | 6          | 19,33 | 3686  | 4          | 25,60 | 4217  | 6          | 35,93 | 6416  | 8          |
| Esquerra Republicana de Catalunya (ERC)                  | 16,77 | 3246  | 4          | 21,33 | 4777  | 5          | 12,66 | 2415  | 3          | 4,50  | 742   | 0          | 7,20  | 1286  | 1          |
| En Comú Podem (ECP)-Iniciativa per Catalunya Verds (ICV) | 14,54 | 2813  | 3          | 21,53 | 4823  | 5          | 23,73 | 4526  | 6          | 26,85 | 4423  | 7          | 28,78 | 5139  | 7          |
| Partit Popular de Catalunya (PP)                         | 8,81  | 1706  | 2          | 3,93  | 882   | 0          | 7,57  | 1443  | 1          | 14,82 | 2441  | 4          | 8,90  | 1589  | 2          |
| Junts per Catalunya (JxC)-Convergència i Unió (CiU)      | 8,27  | 1600  | 2          | 8,32  | 1865  | 2          | 10,04 | 1914  | 2          | 17,33 | 2855  | 4          | 12,10 | 2161  | 3          |
| Veïns per Sant Feliu (VXSF)                              | 7,73  | 1496  | 1          | 5,72  | 1282  | 1          | 7,73  | 1475  | 2          | —     | —     | —          | —     | —     | —          |
| Vox                                                      | 6,97  | 1350  | 1          | 2,87  | 644   | 0          | —     | —     | —          | —     | —     | —          | —     | —     | —          |
| Ciutadans (CS)                                           | —     | —     | —          | 10,11 | 2265  | 2          | 10,69 | 2038  | 2          | 2,68  | 441   | 0          | 4,02  | 717   | 0          |
| Junts per Sant Feliu (JSF)                               | —     | —     | —          | —     | —     | —          | 6,60  | 1258  | 1          | —     | —     | —          | —     | —     | —          |

## Cultura

### Patrimonio
- Cueva del Oro
- Santa Cruz de Olorda
- Can Furriol
- Torre de Santa Margarita
- Torre del Bisbe
- Can Messeguer
- Can Parellada
- Jacimiento de Torre Abadal
- Torre Abadal
- Can Canaris
- Parque de Collserola
- Ca n'Albareda
- Masia ca n'Albareda
- Can Miano
- Jacimiento de la Salud
- La Salud
- Can Cuyàs
- Canal de la Infanta
- Les Grases
- Roserar Dot i Camprubí
- Capella del cementiri de Sant Feliu
- Cementirio municipal
- Panteón de la familia J. Ribas i Cañameras
- Can Maginàs
- Can Calders
- Estación de tren
- Pla de d'eixample
- Casas Joan Batllori
- Casa Josep Aguadé (actual sindicato agrícola y cau Nostra Dona de la Salut.
- Casa de Eulália Ollé, viuda Donadoni.
- Casas aparejadas (Joan Rovira).
- Seu social de la Unión Coral.
- Seis casas en llínea de en Molins.
- Casa Llorenç Molins
- Casa Bonaventura Raspall
- Torre Francesc Floche
- Casa Montmany
- Rótulo Ateneu Sanfeliuenc
- Antigua residencia Sanatorio de Buen Salvador
- Escuela Sant Miquel

### Fiestas
- Fiesta mayor el 10 de agosto, San Lorenzo, patrono de la ciudad.
- Fiesta del otoño (o fiesta mayor pequeña, actualmente convertida en la fiesta principal) el 12 de octubre, copatrón San Rarimio, arzobispo y mártir de Cáller, Cerdeña.
- Fiesta de la primavera segundo fin de semana de mayo. Donde se realiza la Exposición Nacional de Rosas y la Feria Comercial e Industrial del Bajo Llobregat.

## Personas destacadas
OBK es un grupo español de música electrónica formado en 1991, originario de San Feliú de Llobregat por Jordi Sánchez (Málaga, 21 de septiembre de 1968) y Miguel Ángel Arjona (Barcelona, 21 de febrero de 1968).